# Abu Hafs al-Hashimi al-Quraishi
Abu Hafs al-Hashimi al-Quraishi (in arabo بو حفص الهاشمي القرشي‎?, Abu Hafs al-Hashimi al-Quraishi; ...) è un terrorista iracheno, 5º Califfo dello Stato Islamico a partire dal 3 agosto 2023.

## Biografia
Il 3 agosto 2023, Abu Hafs ha assunto la guida dopo la morte del suo predecessore, Abu al-Hussein al-Husseini al-Qurashi. È stato annunciato come califfo dal portavoce ufficiale dello Stato islamico Abu Hudhaifah al-Ansari, in un messaggio audio trasmesso dalla fondazione Al-Furqan Media (il principale media dello Stato islamico).